# Charles & Eddie
Charles & Eddie was een Amerikaans zangduo bestaande uit Charles Pettigrew en Eddie Chacon.

## Geschiedenis
Pettigrew en Chacon begonnen met zingen en optreden nadat ze elkaar hadden ontmoet in de metro van New York.
Chacon was opgegroeid in Californië, waar hij in een soulband zat. Later verhuisde hij naar Miami. Daar nam hij muziek op met de Dust Brothers en Daddy-O.
Pettigrew groeide op in Philadelphia en studeerde jazzzang aan het Berklee College of Music in Boston. Daar zong hij ook met de popband Down Avenue.
Pettigrew en Chacon behaalden hun eerste hit in 1992 met het liedje Would I Lie To You?. Meerdere van hun liedjes waren ook te horen in films, zoals "I Would Stop the World" in 1993 in de film Super Mario Bros. en Wounded Bird in True Romance.
Pettigrew overleed op 6 april 2001 op 37-jarige leeftijd aan kanker.

## Discografie

### Albums
- 1995: Chocolate Milk
- 1992: Duophonic

### Singles
- 1996: "24-7-365"
- 1995: "Jealousy"
- 1993: "House Is Not a Home"
- 1992: "N.Y.C. (Can You Believe This City)"
- 1992: "Would I Lie to You?"

### NPO Radio 2 Top 2000
| Nummer met noteringen in de NPO Radio 2 Top 2000 | '99  | '00  | '01  | '02  |
| ------------------------------------------------ | ---- | ---- | ---- | ---- |
| Would I Lie to You?                              | 1500 | 1584 | 1917 | 1796 |

1. ↑  Een vetgedrukt getal geeft de hoogste notering aan.
2. ↑  Deze tabel is bijgewerkt tot en met de laatste editie (2024).